# Struer Station
Struer Station er en dansk jernbanestation i byen Struer i det nordlige Vestjylland.
Struer Station er et vigtigt jernbaneknudepunkt, der er endestation for jernbanestrækningerne Esbjerg–Struer (Den Vestjyske Længdebane), Struer–Thisted (Thybanen) og Langå-Struer-banen, der alle trafikeres af Arriva og for strækningen Vejle–Herning–Struer, der trafikeres af både Arriva og DSB. Stationen åbnede i 1865, da etapen Skive-Struer af Langå-Struer-banen blev indviet.
Overfor stationen ligger Midt- og Vestjyllands Jernbanemuseum, der blev indrettet i den tidligere godsekspedition i 2015.
I oktober 2020 åbnede Togrejse.dk som er Generalagentur i for Deutsche Bahn, ÖBB, SNCF, SNCB, og DSB i Skandinavien kiosk og billetsalg.

## Galleri
- Wikimedia Commons har flere filer relateret til Struer Station

- Midt på stationen.
- Herfra regnes afstandene på de omkringliggende baner.
- Stationen er et knudepunkt for Arrivas tog.
- Midt- og Vestjyllands Jernbanemuseum.
- Stationen set fra syd i 2010.
- Stationen set fra syd i 1974.